# Клускус 1
Клускус 1 (англ. Kluskus 1) — індіанська резервація в Канаді, у провінції Британська Колумбія, у межах регіонального округу Карібу.

## Населення
За даними перепису 2016 року, індіанська резервація нараховувала 36 осіб, показавши скорочення на 7,7 %, порівняно з 2011 роком. Середня густина населення становила 8,1 осіб/км².

## Клімат
Середня річна температура становить 2,5 °C, середня максимальна — 17,6 °C, а середня мінімальна — −16,2 °C. Середня річна кількість опадів — 421 мм.
| Клімат поселення                              | Клімат поселення | Клімат поселення | Клімат поселення | Клімат поселення | Клімат поселення | Клімат поселення | Клімат поселення | Клімат поселення | Клімат поселення | Клімат поселення | Клімат поселення | Клімат поселення | Клімат поселення |
| Показник                                      | Січ.             | Лют.             | Бер.             | Квіт.            | Трав.            | Черв.            | Лип.             | Серп.            | Вер.             | Жовт.            | Лист.            | Груд.            |                  |
| Середній максимум, °C                         | −3,36            | 0,07             | 4,37             | 9,22             | 13,99            | 17,57            | 17,17            | 17,01            | 12,95            | 7,40             | 0,06             | −5,15            |                  |
| Середня температура, °C                       | −9,79            | −6,38            | −2,06            | 2,77             | 7,56             | 11,14            | 13,38            | 13,22            | 9,16             | 3,60             | −3,74            | −8,94            |                  |
| Середній мінімум, °C                          | −16,24           | −12,81           | −8,5             | −3,66            | 1,12             | 4,71             | 9,59             | 9,42             | 5,37             | −0,18            | −7,54            | −12,73           |                  |
| Норма опадів, мм                              | 34               | 19               | 18               | 20               | 34               | 53               | 53               | 41               | 37               | 37               | 40               | 35               |                  |
| Середньомісячна швидкість вітру, м/с          | 1.62             | 1.73             | 2.01             | 2.23             | 2.24             | 2.20             | 2.12             | 1.90             | 1.84             | 1.97             | 1.93             | 1.63             |                  |
| Середньомісячна сонячна радіація, кДж/м²·день | 2657             | 5284             | 10006            | 14837            | 18415            | 20050            | 20073            | 16937            | 11507            | 6175             | 2972             | 1939             |                  |
| --------------------------------------------- | ---------------- | ---------------- | ---------------- | ---------------- | ---------------- | ---------------- | ---------------- | ---------------- | ---------------- | ---------------- | ---------------- | ---------------- | ---------------- |
| Джерело:                                      |                  |                  |                  |                  |                  |                  |                  |                  |                  |                  |                  |                  |                  |